# زبیگنیف هربرت
زبیگنیف هربرت (لهستانی: Zbigniew Herbert؛ ['zbiɡɲɛf ˈxɛrbɛrt] ()؛ ۲۹ اکتبر ۱۹۲۴ – ۲۸ ژوئیهٔ ۱۹۹۸) یک نویسنده، شاعر، مقاله‌نویس و اخلاق‌گرای ارمنی‌تبار اهل لهستان بود. وی یکی از مشهورترین نویسندگان لهستانی دوران پس از جنگ جهانی دوم بود.
او یک اقتصاددان و وکیل بود و یکی از شاعران اصلی جنبش ضد کمونیستی لهستان محسوب می‌شود. وی مدعی بود که نسبت خانوادگی دوری به شاعر انگلیسی جرج هربرت دارد.
وی همچنین برندهٔ جوایزی همچون جشنواره بین‌المللی ادبیات ویله‌نیتسا شده‌است.